# Marco Casambre
Marco Casambre (* 18. Dezember 1998 in Quezon City), mit vollständigen Namen Marco Alessandro Punzal Casambre ist ein philippinischer Fußballspieler.

## Karriere

### Verein
Das Fußballspielen lernte Marco Casambre beim philippinischen Verein UP Fighting Maroons. Über die Station Ceres-Negros FC kam er 2015 zu Global Makati, einem Verein, der in Manila, der Hauptstadt der  Philippinen, beheimatet ist. Nach zwei Jahren wechselte er 2018  nach Tagum zum dortigen Davao Aguilas. 2019 unterschrieb Casambre einen Vertrag beim thailändischen Erstligisten Chainat Hornbill FC in Chainat. Für Chainat absolvierte er neun Erstligaspiele. Nach Ende der Saison stieg er mit dem Club in die zweite Liga ab. Der Vertrag Casambre wurde nicht verlängert. 2020 ging er zurück in sein Heimatland und schloss sich dem Erstligisten Kaya FC-Iloilo aus Iloilo City an. Nach zwei Jahren ging er wieder nach Thailand, wo er einen Vertrag beim Zweitligisten Sukhothai FC unterschrieb. Am Ende der Saison 2021/22 feierte er mit dem Verein aus Sukhothai die Vizemeisterschaft und den Aufstieg in die erste Liga. Für Sukhothai bestritt er drei Ligaspiele. Nach der Ausleihe kehrte er zu Kaya FC-Iloilo zurück.

### Nationalmannschaft
Von 2011 bis 2015 durchlief er die Juniorennationalmannschaften U13 bis U19. Seit 2016 spielt Casambre für die Philippinische Fußballnationalmannschaft. Bisher wurde er zweimal eingesetzt.

## Erfolge
Global Makati (Global Cebu)
- 2017 – Philippines Football League – 2. Platz
- 2016 – United Football League Division 1 – Sieger
- 2016 – United Football League Cup – Sieger

Sukhothai FC
- Thai League 2: 2021/22 (Vizemeister)  ▲